# Anton von Riese-Stallburg
Anton von Riese-Stallburg (13. prosince 1818 Praha – 5. března 1899 Budapešť) byl rakouský šlechtic z rodu Riese-Stallburgů a politik německé národnosti z Čech, v 2. polovině 19. století poslanec Říšské rady.

## Biografie
Baron Anton von Riese-Stallburg pocházel z šlechtického rodu Riese-Stallburgů. Jeho otcem byl Mathias von Riese-Stallburg, matkou hraběnka Marie, rozená baronka Hochberg von Hennersdorf. Anton byl třikrát ženatý, ale neměl potomky. Už jako dítě zdědil od svého příbuzného, barona Franze von Hochberg, statek Vojkov na Benešovsku. V roce 1873 se uvádí bytem v Nové Bystřici. Později žil v Pešti. V politice byli činní i jeho bratři Adolf von Riese-Stallburg a Werner Friedrich von Riese-Stallburg.
Byl poslancem Říšské rady (celostátního parlamentu), kam usedl v prvních přímých volbách roku 1873 za velkostatkářskou kurii v Čechách.. Zastupoval Stranu ústavověrného velkostatku, která byla provídeňsky a centralisticky orientována.
Zemřel v březnu 1899.